# Millennium (X-Files)
Pour les articles homonymes, voir Millennium.
Millennium (Millennium) est le 4e épisode de la saison 7 de la série télévisée X-Files. Dans cet épisode, Fox Mulder et Dana Scully font appel à Frank Black, personnage principal de la série Millennium, pour les aider dans leur enquête sur un groupe ésotérique prévoyant de ramener les morts à la vie.
L'épisode est un crossover entre les séries X-Files et Millennium. Il a obtenu des critiques mitigées.

## Résumé
À Tallahassee, après un service funéraire tenu pour Raymond Crouch, un ancien agent du FBI qui vient de se suicider, un dénommé Mark Johnson accomplit un rite mystérieux avec le cadavre et place un téléphone portable dans le cercueil. Quelques jours plus tard, le 29 décembre 1999, Johnson reçoit un appel et déterre le corps. Fox Mulder et Dana Scully enquêtent sur ce qui ressemble à une profanation de sépulture mais certains indices relevés par Mulder le font pencher vers un rituel de nécromancie. Lors d'une réunion, Walter Skinner apprend à Mulder et Scully que trois autres tombes d'anciens agents du FBI, s'étant eux aussi suicidés, ont été profanées et retrouvées vides. Skinner leur enjoint d'enquêter sur le groupe Millennium, constitué d'anciens agents du FBI et récemment dissous.
Mulder et Scully se rendent dans un hôpital psychiatrique où l'ancien agent du FBI Frank Black, qui a une étroite connaissance du groupe Millennium, s'est fait volontairement interner mais celui-ci refuse de les aider. Il leur donne néanmoins un indice crypté que Mulder comprend lorsque le corps d'un policier, tué par le corps réanimé de Crouch, est retrouvé. Black explique alors à Mulder et Scully que les quatre anciens agents qui se sont suicidés étaient membres du groupe Millennium et espéraient par leur acte revenir à la vie sous la forme des Cavaliers de l'Apocalypse afin de déclencher la fin du monde au début du nouveau millénaire. Plus tard, à la morgue, Scully est attaquée par le corps réanimé du policier mais est sauvée par l'intervention de Johnson, qui l'abat d'une balle dans la tête avant de prendre la fuite.
Pendant ce temps, Mulder remonte la piste de Johnson en suivant le profil tracé par Black. Il s'introduit dans sa propriété isolée mais est enfermé dans la cave par Johnson au retour de celui-ci. Encerclé par les quatre zombies, il parvient à en tuer un. Contacté par Johnson, qui espère qu'il acceptera de remplacer le zombie éliminé par Mulder, Black arrive chez lui et le neutralise. Black se porte ensuite au secours de Mulder, et tous deux tuent un zombie chacun avant d'être à court de balles et à la merci du dernier. Scully arrive juste à temps pour les sauver en tuant le dernier zombie. Black retrouve ensuite sa fille Jordan. Mulder et Scully assistent au compte à rebours de la nouvelle année et s'embrassent sur la bouche. 

## Distribution
- David Duchovny : Fox Mulder
- Gillian Anderson : Dana Scully
- Mitch Pileggi : Walter Skinner
- Lance Henriksen : Frank Black
- Holmes Osborne : Mark Johnson
- Brittany Tiplady : Jordan Black
- Colby French : l'adjoint du shérif
- William Forward : l'entrepreneur de pompes funèbres
- Octavia Spencer : l'infirmière

## Production
La série Millennium, créée par Chris Carter est annulée en 1999 par la Fox au bout de trois saisons et s'est terminée par un cliffhanger. Après l'annulation de Millennium, les scénaristes de X-Files décident de donner une conclusion à la série sous la forme d'un crossover. Cependant, l'écriture du scénario s'avère ardue, les scénaristes étant incertains sur la manière de s'y prendre. Ils décident finalement de faire passer la résolution de Millennium au second plan et de donner la priorité à la rencontre entre Frank Black et Mulder et Scully.
L'idée de faire un épisode impliquant des zombies vient de l'écrivain Stephen King qui, après avoir coécrit le scénario de l'épisode La Poupée, souhaite écrire un autre scénario pour X-Files, lequel serait une sorte de remake du film La Nuit des morts-vivants (1968) de George A. Romero. Romero lui-même est pressenti pour réaliser l'épisode, et les producteurs de X-Files rencontrent King et Romero mais le projet ne se concrétise pas. Vince Gilligan et Frank Spotnitz reprennent alors cette idée de zombies pour l'épisode Millennium, une réplique de Mulder, « Shoot them in the head, it seems to stop them » (« Tirez-leur dans la tête, cela semble les arrêter »), étant d'ailleurs très semblable à une réplique de l'un des personnages du film La Nuit des morts-vivants. Une autre inspiration pour le scénario est la peur liée au passage informatique à l'an 2000.
Lance Henriksen se déclare après coup déçu par l'épisode car il estime que celui-ci ne conclut pas de façon satisfaisante la série Millennium. Le baiser entre Mulder et Scully qui clôt l'épisode, premier véritable baiser entre les deux personnages, déclenche la controverse dans le milieu des fans de la série. Il est accueilli avec ravissement par les nombreux fans qui l'attendaient depuis longtemps et avec colère par les autres. C'est le scénariste John Shiban qui concrétise l'idée depuis longtemps évoquée de ce baiser entre Mulder et Scully, le décrivant comme « l'aboutissement logique de leur relation ». Afin de créer une atmosphère particulière pour cette scène, des angles de caméra particuliers et un effet de ralenti sont utilisés. Le tournage de l'épisode se déroulant en octobre 1999, la célébration du nouvel an sur Times Square est créée avec des images d'archives de l'émission Dick Clark's New Year's Rockin' Eve. Le chiffre 1999 est ensuite remplacé numériquement par 2000, alors que Dick Clark est engagé pour enregistrer son discours annonçant l'an 2000.

## Accueil

### Audiences
Lors de sa première diffusion aux États-Unis, l'épisode réalise un score de 9,1 sur l'échelle de Nielsen, avec 13 % de parts de marché, et est regardé par 15,09 millions de téléspectateurs.

### Accueil critique
L'épisode reçoit un accueil mitigé de la critique. Parmi les critiques positives, Rich Rosell, du site Digitally Obsessed, lui donne la note de 5/5. Dans son livre, Tom Kessenich évoque un épisode « très divertissant » et « source de réjouissance » en raison du baiser tant attendu entre Mulder et Scully. Zack Handlen, du site The A.V. Club, lui donne la note de B.
Du côté des critiques négatives, Paula Vitaris, de Cinefantastique, lui donne la note de 1,5/4, estimant qu'après un premier acte « assez prometteur », l'intrigue de l'épisode devient « ridicule ». Dans leur livre sur la série, Robert Shearman et Lars Pearson lui donnent la note de 1,5/5. Le site Le Monde des Avengers lui donne la note de 1/4.